# Maria Temriukovna
María Temriukovna (em russo,  Мари́я Темрюко́вна, 1544 — 1 de setembro de 1569) foi a segunda esposa de Ivã IV da Rússia. 
Nascida com o nome de Kuchenéi, recebeu o nome de María depois do seu batismo. De origem cabardina e filha de um príncipe muçulmano de Cabárdia-Balcária, teve seu matrimônio com Ivã em 21 de agosto de 1561, depois da morte da sua primeira esposa Anastasia Romanovna. Tiveram um filho, Basilio, em 21 de março de 1563, mas este morreu em 3 de maio do mesmo ano. Considerada analfabeta e vingativa, logo Ivã passou a detestá-la. Foi odiada pelo povo, que a considerava manipuladora e pagã. Morreu em 1569.